# 라인 퍼 인치
라인 퍼 인치(lines per inch, LPI, 인치당 라인 수)는 인쇄 해상도를 측정한 것이다. 선은 다양한 톤을 생성하기 위해 프린터 장치에서 만든 물리적 잉크 점으로 구성된 하프톤으로 구성된다. 특히 LPI는 하프톤 그리드의 선이 얼마나 가까운지를 측정한 것이다. 프린터 장치나 화면의 품질에 따라 LPI의 높이가 결정된다. LPI가 높으면 디테일과 선명도가 향상된다.
인쇄된 잡지와 신문에서는 종종 하프톤 시스템을 사용한다. 일반적인 신문용지는 밀도가 높지 않고 도트 게인이나 색상 번짐이 상대적으로 높으므로 신문 용지는 일반적으로 약 85 LPI이다. 상업 잡지에 사용되는 것과 같은 고품질 용지는 도트 게인이 적고 고품질 광택(코팅) 용지의 경우 최대 300LPI까지 가능하다.
하프톤 시스템에서 사용 가능한 전체 LPI 범위를 효과적으로 활용하려면 인쇄용으로 선택한 이미지의 샘플 퍼 인치(SPI)가 일반적으로 1.5~2배 더 많아야 한다. 예를 들어 대상 출력 장치가 100LPI로 인쇄할 수 있는 경우 소스 이미지의 최적 범위는 150~200PI이다. 이보다 적은 수의 SPI를 사용하면 프린터의 사용 가능한 LPI를 최대한 활용할 수 없다. 이보다 더 많은 SPI를 사용하면 프린터의 성능을 초과하게 되어 품질이 사실상 저하된다.
LPI 사양을 사용하는 또 다른 장치는 그래픽 태블릿이다.

## DPI로 환산
LPI를 도트 퍼 인치(DPI)로 환산하는 것은 단순 제곱으로 할 수 있다.
150 LPI x 2 = 300 DPI

## 같이 보기
- 해상도
- 도트 퍼 인치
- 화소 밀도